# One Piece: Pirate Warriors
One Piece: Pirate Warriors, in Giappone One Piece: Kaizoku musō (ワンピース 海賊無双? lett. "Pirati di One Piece senza rivali"), è un videogioco d'azione basato sulla serie manga ed anime One Piece di Eiichirō Oda. Il gioco è stato sviluppato dalla Omega Force e pubblicato dalla Namco Bandai per PlayStation 3. Il gioco è uscito in Giappone il 1º marzo 2012 ed è disponibile in Europa dal 21 settembre 2012 (in Italia dal 20 settembre) e in Nord America 5 giorni dopo dal lancio europeo. Il sequel è One Piece: Pirate Warriors 2.
One Piece: Pirate Warriors è un gioco di azione che incorpora sia elementi della serie Warriors che di quella One Piece.

## Introduzione
Monkey D. Rufy è un giovane pirata sognatore che da piccolo ha inavvertitamente mangiato il frutto del diavolo Gum Gum che lo rende di gomma, permettendogli di allungarsi e deformarsi a piacimento, a scapito, però, della capacità di nuotare. L'obiettivo che lo ha spinto in mare è quello ambizioso di diventare il Re dei pirati. Dovrà, dunque, ritrovare il leggendario "One Piece", il magnifico tesoro lasciato dal mitico pirata Gol D. Roger probabilmente sull'isola di Raftel, alla fine della Rotta Maggiore, mai ritrovato e sogno di ogni pirata.
Nella sua avventura, Rufy riunisce intorno a lui una ciurma e si troverà in mezzo a situazioni bizzarre e stravaganti, tanto almeno quanto lo sono i personaggi, amici o nemici, presenti nell'universo che lo circonda, che raggiungono spesso livelli assurdi e grotteschi e che donano all'opera un'atmosfera surreale e divertente.

## Trama
Il gioco inizia con un tutorial ambientato sulle isole Sabaody, dopo i due anni di allenamento della ciurma.
Terminato questo livello, il giocatore si ritroverà a giocare, sempre nei panni di Rufy, contro la ciurma di Bagy, presso l'isola di Orange Town; dopo aver incontrato Nami e Zoro, toccherà affrontare il capitano pirata e sconfiggerlo.
La scena si sposta poi sull'incontro con Sanji, saltando quindi l'incontro con Usop, dove Zoro dovrà affrontare Mihawk e Rufy Don Krieg. Di seguito vi sarà l'episodio dedicato ad Arlong Park, dove si dovrà salvare Nami, eliminando l'Uomo Pesce Arlong; si salterà poi una serie di passaggi della storia: mancano infatti Rogue Town, l'incontro con Crocus e l'isola di Little Garden.
Il gioco riparte con due livelli dedicati all'isola di Drum: il primo dedicato al raggiungimento del Castello per poter portare Nami da Kureha, il secondo allo scontro con Wapol. Sconfitto il Re, è la volta di Alabasta: suddivisa anch'essa in due capitoli, il primo dedicato allo scontro di Alubarna e il secondo alle tombe dei Re.
Con il salto temporale che tralascia l'isola di Jaya e Skypiea il giocatore dovrà riprendere la narrazione dallo scontro tra Rufy e Usop, seguito poi da un episodio dedicato a Water Seven, che tratterà la notte successiva all'attentato ad Iceburg. Seguirà l'assalto ad Enies Lobby, diviso anche questo in due episodi: conquista dell'Isola della Giustizia e CP9 vs Mugiwara. Si ripartirà dalla disfatta della Ciurma di Cappello di Paglia sulle isole Sabaody, saltando quindi la saga di Thriller Bark.
Dopo la sconfitta ai danni dei Mugiwara da parte di Kizaru, si salterà direttamente a Impel Down (si tralascia quindi l'Isola delle Donne, Amazon Lily), dove ci si troverà, prima a scendere nei livelli più bassi della prigione, affrontando il Minotauro e Magellan, e poi a risalire all'inseguimento di Ace, scontrandosi con Minotauro, Hannyabal, Barbanera e Magellan. Gli ultimi due livelli si occupano della guerra di Marineford, occupandosi del raggiungimento del Patibolo, scontrandosi con Aokiji, i Pacifisti e Mihawk; successivamente il giocatore dovrà fuggire da Marineford, sfuggendo agli ammiragli. Il finale canonico del gioco vede uno scontro diretto tra Akainu e Rufy, dopo che l'Ammiraglio elimina Ace; tuttavia il finale coerente con il manga è ottenibile solo tramite il raggiungimento di determinati obiettivi.
One Piece Pirate Warriors termina quindi con un filmato che mostra il messaggio di Rufy e i vari membri della Ciurma che comprendono il messaggio del Capitano: 3D2Y, con la x che copre la scritta 3D, il cui significato è: "Ci incontreremo tra due anni, non fra tre giorni come avevamo deciso".

## Edizioni
- Golden Edition: Questo bundle contiene sia il gioco che una PlayStation 3 di colore oro con sopra disegnato Rufy con lineamenti bianchi e neri.
- Treasure Box: Essa è composta da una scatola del tesoro contenente: una guida, carte da gioco, 9 temi per la PS3 ed un CD contenente canzoni
- Collector's Edition-Edizione italiana: è composta da una fedele riproduzione della Thousand Sunny, la nave dei pirati, lunga 19 centimetri, insieme alla copia del gioco, in una speciale confezione celebrativa al prezzo di 109,99€[8].

## Modalità giocabili
Vi sono 3 modalità:
- Diario Principale (Main Log): Dove si vivrà la storia dal punto di vista di Rufy e sarà diviso in 16 episodi.
- Diario Secondario (Another Log): Dove si vivranno le avventure degli altri membri della Ciurma di Cappello di Paglia e degli altri personaggi[9].
- Sfide (Challenge Mode): Mette i giocatori di fronte ad un'infinità di nemici e Boss, in varie modalità diverse, a seconda della Sfida. I Rankings possono essere messi online. A 2 sfide che si ottengono al termine della Storia Principale, se ne vanno ad aggiungere altri, resi disponibili tramite DLC.
- Modalità Online (Online Mode): Partite in multiplayer in cui si svolgeranno le missioni del Diario Secondario cooperativamente.

## Geografia
- Villaggio di Orange
- Ristorante Baratie
- Arlong Park
- Isola di Drum
- Alabasta
- Water Seven ed Enies Lobby
- Arcipelago Sabaody Pre & Post Timeskip
- Impel Down
- Marineford

## Personaggi
I personaggi giocabili sono 13 di cui 9 appartenenti alla ciurma. Qui di seguito la lista dei personaggi:
| Personaggi Giocabili (13) | Camei (12) | Di supporto (17) | Boss (25) |
| --- | --- | --- | --- |
| Ciurma di Cappello di Paglia 1. Monkey D. Rufy 2. Roronoa Zoro 3. Nami 4. Sanji 5. TonyTony Chopper 6. Usop 7. Nico Robin 8. Franky 9. Brook Altri 1. Jinbei 2. Portuguese D. Ace 3. Boa Hancock 4. Edward Newgate Nuovo Mondo 1. Monkey D. Rufy Costume + Moveset 2. Roronoa Zoro Solo Costume 3. Sanji Solo Costume | 1. Roronoa Zoro (Post Timeskip) 2. Sanji (Post Timeskip) 3. Silvers Rayleigh 4. Zef 5. Nefertari Bibi 6. Kureha 7. Iceburg 8. Spandam 9. Orso Bartholomew 10. Emporio Ivankov 11. Monkey D. Garp 12. Sengoku il Buddha | Affiancabili 1. Monkey D. Rufy 2. Roronoa Zoro 3. Nami 4. Usop 5. Sanji 6. TonyTony Chopper 7. Nico Robin 8. Franky 9. Brook 10. Jinbei 11. Portuguese D. Ace 12. Edward Newgate 13. Boa Hancock Non Affiancabili 1. Buggy 2. Mr. 2 3. Mr. 3 4. Crocodile | Arcipelago Sabaody Post Timeskip - Pacifista Orange town - Buggy Baratie - Drakul Mihawk - Don Krieg Arlong Park - Hacchan - Arlong Isola di Drum - Lapin - Wapol Alabasta - Mr. 3 - Mr. 2 - Crocodile Water Seven - Franky - Blueno Enies Lobby - Blueno - Jabura - Kaku - Rob Lucci Arcipelago Sabaody - Sentomaru - Pacifista - Kizaru Impel Down - Minotauros - Magellan - Hannyabal - Marshall D. Teach Marineford - Pacifista - Drakul Mihawk - Sentomaru - Aokiji - Kizaru - Akainu |

I personaggi saranno disponibili solo dopo averli incontrati nella storia e lo stesso avverrà con i set abilità; per esempio, Rufy sarà in grado di usare il "Gear Second" solo dopo aver combattuto con Blueno ad Enies Lobby.
Le monete oggetto possono essere equipaggiate vicino alla moneta di colui che le utilizza. Ciò potenzierà alcune abilità. Ad esempio se si equipaggia Kabuto ad Usop egli non userà più la fionda, bensì cambierà arma e mosse.

## Accoglienza
La rivista Play Generation diede al gioco un punteggio di 78/100, apprezzando lo stile visivo accattivante e la presenza di alcune meccaniche inedite per la serie, ma come contro il fatto di essere ripetitivo, troppo guidato, erano presenti pochi personaggi disponibili e niente cooperativa a schermo diviso, reputandolo un anime game sopra la media del genere, che avrebbe fatto la felicità di ogni appassionato del manga di Oda ma che sarebbe risultato noiosetto per tutti gli altri.

## Sequel
Il sequel dal titolo One Piece: Pirate Warriors 2 è uscito il 20 marzo 2013 in Giappone, il 30 agosto in Europa e il giorno seguente in Nord America.
Successivamente uscì un altro seguito, One Piece: Pirate Warriors 3, pubblicato il 27 marzo 2015 in Giappone, il 25 agosto in Nord America e il 27 dello stesso mese in Europa.